# Нітвельта-2 захист
За́хист Нітвельта-2 — ідея в шаховій композиції зі своєрідним захистом чорної сторони від загрози, що створює варіанти гри. Суть захисту — в ідейних варіантах чорна зв'язана фігура рухається по лінії зв'язки, розраховуючи на наступне її пряме розв'язування в грі, якщо білі спробують реалізувати загрозу.

## Історія
Ідею запропонував шаховий композитор з Бельгії Густав Нітвельт (30.11.1897—15.11.1961).
В задачі після першого ходу виникає загроза мату чорному королю з розв'язуванням чорної фігури. Чорна зв'язана фігура рухається по лінії зв'язки і захищає від цієї загрози, оскільки при реалізації загрози білі прямо розв'язуватимуть цю чорну фігуру, яка зможе захистити від мату свого короля. Але в ідейних варіантах виникають послаблення, що білі й використовують для оголошення інших матів.
Ідея дістала назву — захист Нітвельта-2, оскільки є ще інша ідея Г. Нітвельта — захист Нітвельта-1. Цей задум дещо подібний до іншої ідеї — захист Шифмана-2, але там виникає загроза з непрямим розв'язуванням чорної фігури.